# Efraim Medina Reyes
Efraim Medina Reyes (Cartagena de Indias, 29 giugno 1967) è uno scrittore, poeta, musicista, giornalista, regista, sceneggiatore, drammaturgo e attore colombiano.

## Biografia
Efraim Medina Reyes vive tra Colombia, Italia e il resto del mondo. Nel 1988 ha esordito con Seis informes e nel 1995 ha vinto il Premio nazionale per il racconto con la raccolta Cinema albero. Oltre al suo romanzo più famoso, C'era una volta l'amore ma ho dovuto ammazzarlo ha scritto La sessualità della pantera rosa, Tecniche di masturbazione tra Batman e Robin, Quello che ancora non sai del pesce ghiaccio (tutti pubblicati in Italia dalla Feltrinelli) e la raccolta di poesie intitolata Pistoleri/puttane e dementi (Greatest Hits) che è stata pubblicata dalla Fiasco Srl. Nel 2024 la Ronzani Editore ha pubblicato il suo nuovo romanzo in Italia La miglior cosa che non avrai mai (che è il sequel della trilogia iniziata con C’era una volta l’amore ma ho dovuto ammazzarlo). Ha inoltre diretto il film Esercizio dell'anima e scrive per il teatro. Ha scatenato molte polemiche quando ha sparato a zero sulla tradizione novellistica latino-americana, Gabriel García Márquez compreso.

## Curiosità
- In un'intervista del 2002, rilasciata per La Voce Nuova di Piacenza, Medina Reyes, sollecitato ad esplicitare un suo personale giudizio sull'Italia, definì ripugnanti personalità come Bruno Vespa e Vittorio Sgarbi[1], mentre definì l'incontro con Paolo Villaggio «la cosa più bella che mi sia capitata in Italia».[1]

## Opere

### Romanzi
- Seis Informes (1988)
- C'era una volta l'amore ma ho dovuto ammazzarlo (Érase una vez el amor pero tuve que matarlo, 2001, Feltrinelli 2002, trad. Gina Maneri)
- Tecniche di masturbazione tra Batman e Robin (Técnicas de masturbación entre Batman y Robin, Feltrinelli 2004, trad. Gina Maneri)
- La sessualità della Pantera rosa (Sexualidad de la pantera rosa, Feltrinelli 2006, trad. Gina Maneri)
- Quel che ancora non sai del Pesce Ghiaccio (Lo que todavia no sabes del Pez Hielo, Feltrinelli 2013, trad. Gina Maneri)
- Los infieles Vol. 1. Acto de pudor (2017)
- Hombres de humo y mujeres que los aman (2019)
- La miglior cosa che non avrai mai (La mejor cosa que nunca tendrás, 2022, Ronzani Editore 2024, trad. Federica Lauda)

### Raccolte di racconti
- Cinema Albero (Cinema árbol y otros cuentos, 1996, Fusi Orari 2007, trad. Gina Maneri)

### Raccolte di poesie
- Una pared y otros poemas (1985)
- El automóvil sepia (1990)
- Chupa nena, pero despacio (1990)

### Drammaturgie
- Poetas y carniceros (1991)

### Libri per bambini
- Sarah e le balene (Sarah y las ballenas, Orecchio Acerbo, trad. Gina Maneri)

## Discografia

### Solista
- Canciones mediocres (1990)
- Canciones aún más mediocres (1991)
- Crimen perfecto (1994, con la collaborazione di Carlos Jacquin e Miro Pablo)

### Con i 7 Torpes Band
- La forma del vacío (Greatest flops) (2024)

## Filmografia

### Regista e sceneggiatore
- Ejercicios del ansia (1991)
- Tres horas mirando un chimpancé (1992)
- Eso no me infla la banana (1992)
- Versión de sujetos al atardecer (1992)
- No te aferres a nada que no puedas abandonar en 5 segundos (1994)

### Attore
- L'Alligatore, regia di Emanuele Scaringi - serie TV, episodi 1x03-1x04 (2020)